# Burnum Burnum

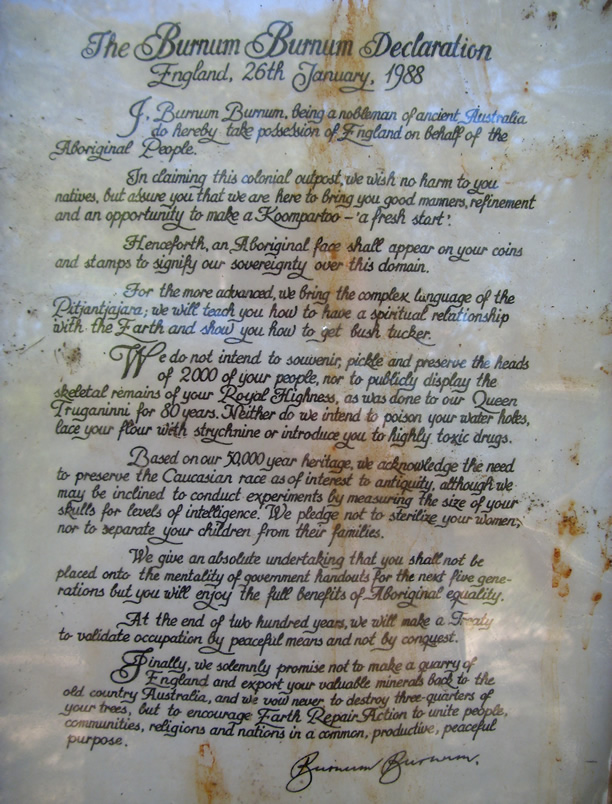
Deklaracja z 26 stycznia 1988

Burnum Burnum (ur. 10 stycznia 1936, zm. 18 sierpnia 1997) – australijski aktywista rdzennej ludności, aktor i pisarz.

## Życiorys
Urodził się nad jeziorem Wallaga na południu stanu Nowa Południowa Walia jako członek szczepów Woiworrung i Yorta Yorta. Na chrzcie nadano mu imię i nazwisko Harry Penrith, lecz nadal posługiwał się imieniem swojego pradziadka, oznaczającym „Wielkiego Wojownika”.
Odebrany przemocą rodzicom w wieku 3 miesięcy, spędził wiele lat w zakładach dla młodzieży tubylczej prowadzonych przez Biuro ds. Opieki nad Tubylcami Nowej Południowej Walii, szczególnie w Kinchela Boys Home w Kempsey. Był jedną z ofiar polityki władz australijskich, mającej na celu „ucywilizowanie” rdzennych mieszkańców Australii. Dopiero obecny (2009) premier Australii, Kevin Ruud, przeprosił tubylców za nieludzkie traktowanie „skradzionych pokoleń” ich dzieci.
Po opuszczeniu zakładu Burnum Burnum został zatrudniony jako jeden z pierwszych tubylców przez Wydział Rolnictwa Nowej Południowej Walii, i pozostał na tym stanowisku przez 13 lat.
Był znanym sportowcem, grał w tenisa, pływał, grał też w drużynach rugby i krykieta. W jednej z książek o sporcie australijskim poświęcono mu cały rozdział.
W końcu lat 60. studiował prawo na Uniwersytecie Tasmanii w Hobart.
Podczas obchodów dwustulecia Australii w dniu 26 stycznia 1988 Burnum Burnum zatknął flagę rdzennych mieszkańców Australii na kredowych skałach Dover na wybrzeżu Wielkiej Brytanii. Było to symboliczną odpowiedzią na flagę brytyjską zatkniętą na wybrzeżu Australii w roku 1788 przez Arthura Phillipa.
W roku 1986 Burnum Burnum wystąpił w trzech filmach, dwóch dreszczowcach i w satyrycznym filmie „Torbacze”, w którym wystąpił jako wilkołak w postaci tygrysa tasmańskiego.
W ostatnich latach życia Burnum Burnum mieszkał w Woronora z białą żoną i kilkuletnim synem o imieniu Umbarra. Zmarł nagle na atak serca. W roku 2005 rezerwatowi Jannali nadano imię Burnum Burnum. Obecnie (2009) Umbarra studiuje na uniwersytecie w Sydney.